# Professione giustiziere
Professione giustiziere (The Evil That Men Do) è un film del 1984 diretto da J. Lee Thompson.
È un film d'azione con protagonisti Charles Bronson, nel ruolo di un ex killer che torna ad uccidere per vendicare la morte di un amico, Theresa Saldana e Joseph Maher. È basato sul romanzo The Evil That Men Do di R. Lance Hill del 1978 il cui titolo (che dà anche il titolo originale al film) deriva dalla frase The evil that men do lives after them; The good is oft interred with their bones tratta dal Giulio Cesare di William Shakespeare. Il personaggio di Bronson riprende quello del giustiziere della notte.

## Trama
Holland, ex killer, è costretto ad accettare l'incarico di uccidere il dottor Moloch che, a servizio di un corrotto regime guatemalteco, che ha ucciso l'amico giornalista di Holland. Quindi Holland parte per il Guatemala, si sbarazza dei scagnozzi di Moloch e ad attirarlo in una miniera dove però, saranno i minatori stessi, vittime anche loro di Moloch, a compiere la loro vendetta.

## Produzione
Il film, diretto da J. Lee Thompson su una sceneggiatura di David Lee Henry, John Crowther e Fred A. Wyler con il soggetto di R. Lance Hill (autore del romanzo), fu prodotto da Pancho Kohner per Producciones Cabo, Capricorn, Zuleika Farms e Incorporated Television Company e girato in Messico con un budget stimato in 4.600.000 dollari. È il quinto film dei nove diretti da J. Lee Thompson con Bronson come protagonista. La moglie di Bronson, Jill Ireland, partecipò alla produzione nel ruolo di produttrice associata; fu la prima volta in cui la Ireland partecipò ad un film con protagonista il marito senza un ruolo da attrice.

## Promozione
Le tagline sono:
- "In the execution of justice there is no executioner like BRONSON".
- "Most criminals answer to the law. The world's most savage executioner must answer to Bronson.".

## Distribuzione
Il film fu distribuito negli Stati Uniti nel 1984 al cinema dalla TriStar Pictures e per l'home video dalla Columbia TriStar Home Video. È stato poi pubblicato in DVD negli Stati Uniti dalla Sony Pictures Home Entertainment nel 2002.
Alcune delle uscite internazionali sono state:
- in Francia il 15 marzo 1984 (L'enfer de la violence)
- in Svezia il 20 aprile 1984 (Den djävulska hämnden)
- in Danimarca il 23 aprile 1984 (Voldens helvede)
- in Germania Ovest il 27 aprile 1984 (Liquidator)
- nel Regno Unito nel 1984 (The Evil That Men Do). Questa versione cinematografica subì un taglio di circa 52 secondi imposto dal British Board of Film Classification inteso ad eliminare la scena della tortura con la corrente elettrica.
- in Australia il 7 giugno 1984
- nel Regno Unito il 28 giugno 1984 (De liquidator)
- nei Paesi Bassi il 28 giugno 1984 (De liquidator)
- nelle Filippine il 7 luglio 1984 (Davao)
- in Finlandia il 24 agosto 1984 (Pirullinen kosto)
- in Portogallo il 31 agosto 1984 (Vingança Selvagem)
- in Giappone il 9 febbraio 1985
- in Spagna il 20 maggio 1985 (Justicia salvaje)
- in Messico (The Evil That Men Do)
- in Ungheria (Az erőszak pokla)
- in Brasile (Justiça Selvagem)
- in Grecia (O misthoforos tis vias)
- in Slovenia (Placanec)
- in Polonia (Zlo, które czlowiek czyni)
- in Romania (Raul pe care îl poti face)
- in Italia (Professione giustiziere)

## Critica
Secondo il Morandini "la copertura ideologica delle atrocità della tirannia non nasconde la violenza vendicativa del giustiziere solitario, esecrabile quanto i cattivi, in cui Bronson si è spesso distinto".